# Eiðurinn
Eiðurinn (conocida en España como Medidas extremas y en Hispanoamérica como El juramento) es una película de suspenso islandesa de 2016, coescrita y dirigida por Baltasar Kormákur, quien también interpreta el papel principal. Se proyectó en la sección de Presentaciones Especiales del Festival Internacional de Cine de Toronto de 2016. Fue la película más popular en los cines islandeses en 2016.

## Trama
Finnur es un cirujano preocupado por su hija mayor, Anna. Esta ha entrado en el mundo de las drogas y Finnur se entera de que el novio de Anna, Óttar, es un traficante. Pensando que es una mala influencia para Anna, Finnur intenta romper la relación. Pero ni Anna ni Óttar tienen intención de hacerlo y Óttar se vuelve amenazante debido a las incursiones de Finnur en su vida privada. Después de que Halldór, el compañero de trabajo de Finnur, le muestra a una víctima de un tiroteo, Finnur comienza a planear la desaparición de Óttar.

## Reparto
- Baltasar Kormákur - Finnur
- Hera Hilmar - Anna
- Gísli Örn Garðarsson - Óttar
- Ingvar Eggert Sigurðsson - Halldór
- Þorsteinn Bachmann - Ragnar